# Crveni (1981.)
Crveni (eng. Reds) je američki epski film kojeg je napisao, producirao i režirao Warren Beatty. Radnja filma vrti se oko života i karijere Johna Reeda, novinara i pisca koji se bavio kronikama Ruske revolucije u svojoj knjizi Ten Days that Shook the World. Beatty također nastupa i u glavnoj ulozi uz Diane Keaton kao Louise Bryant i Jacka Nichlsona kao Eugenea O'Neilla.
U sporednim ulogama u filmu pojavljuju se Edward Herrmann, Jerzy Kosinski, Paul Sorvino, Maureen Stapleton, Gene Hackman, Ramon Bieri, Nicolas Coster i M. Emmet Walsh. U filmu se također pojavljuju i "svjedoci" odnosno intervjui s 98-godišnjim radikalnim profesorom i mirovnim aktivistom Scottom Nearingom (1883. -  1983.), autoricom Dorothy Frooks (1896. – 1997.), novinarom i autorom Georgeom Seldesom (1890. – 1995.), odvjetnikom za ljudska prava Rogerom Baldwinom (1884. – 1981.) i američkim piscem Henryjem Millerom (1891. – 1980.).
Za režiju filma Beatty je nagrađen Oscarom, a sam film bio je nominiran i za najbolji film; međutim izgubio je od Vatrenih kočija. Warren Beatty, Diane Keaton, Jack Nicholson i Maureen Stapleton bili su nominirani za svoje uloge u kategorijama najboljeg glavnog glumca, glavne glumice, sporednog glumca i sporedne glumice - posljednji film koji je bio nominiran u sve četiri glumačke kategorije sve do 2012. godine kada je to uspjelo drami U dobru i zlu. Stapleton je jedina od sve četvero glumaca koja je pobijedila u svojoj kategoriji, dok su Beatty i Keaton izgubili od Henryja Fonde odnosno Katharine Hepburn za njihove nastupe u filmu Ljetnikovac na Zlatnom jezeru dok je Nicholsona pobijedio John Gielgud svojim nastupom u filmu Arthur.
U lipnju 2008. godine Američki filmski institut objavio je svoju listu Ten Top Ten - najboljih deset filmova u deset klasičnih žanrova američkog filma - nakon što je provedena anketa u kojoj je sudjelovalo preko 1.500 ljudi. Film Crveni postavljen je na deveto mjesto najboljih epskih filmova.

## Radnja
Film pokriva živote Johna Reeda i Louise Bryant od trenutka kada su se prvi puta upoznali pa sve to Reedovih posljednjih dana života, 1920. godine u Rusiji. Kroz naraciju gledamo i nekoliko preživjelih svjedoka iz tog vremenskog razdoblja koji dijele s publikom svoja sjećanja o Reedu, Bryantu, svojim kolegama i prijateljima te općenito o toj eri. Nekoliko njih javno izriče svoja pomiješana mišljenja o Bryantici i njezinoj vezi s Reedom.
Godina je 1912., a udana članica visokog društva Louise Bryant upoznaje radikalnog novinara Reeda tijekom predavanja u Portlandu (država Oregon). Zaintrigirana je njegovim idealizmom. Nakon što se njih dvoje dogovore za zajednički intervju na temu međunarodne politike koji potraje gotovo cijelu noć, ona shvati da je pisanje bio jedini bijeg iz njezinog frustriranog života u visokom društvu. Inspirirana da ostavi svog tadašnjeg supruga, Bryant se pridružuje Reedu u Greenwich Villageu (New York) te se upoznaje s lokalnom zajednicom aktivista i umjetnika uključujući i anarhisticu i autoricu Emmu Goldman te pisca Eugenea O'Neilla. Kasnije se sele u Provincetown (Massachusetts) kako bi se koncentrirali na svoje pisanje te se uključe u lokalnu kazališnu scenu. Kroz svoje pisanje Bryant postaje feministica i radikalna djelatnica. Reed se uključi u štrajk radnika uz "Crvene" koji predstavljaju američku Komunističku radničku partiju. Opsjednut idejom o promijeni svijeta, on postaje nemiran i odlazi u St. Louis kako bi pratio Demokratsku konvenciju 1916. godine. Tijekom Reedove odsutnosti, Bryant se upušta u kompliciranu ljubavnu vezu s O'Neillom. Nakon njegovog povratka, Reed otkriva istinu o njihovoj aferi i shvaća da bez obzira na to još uvijek voli Louise. Njih dvoje potajno se ožene i zajedno presele u Croton-on-Hudson, sjeverno od New Yorka iako oboje još uvijek imaju drugačije životne želje. Kada Reed prizna vlastite nevjere, Bryant brodom odlazi u Europu kako bi pronašla posao kao ratna dopisnica. Nakon što oboli na bubrege, doktor savjetuje Reedu da izbjegava pretjerana putovanja i stres, ali on ne odustaje od svog nauma. Reed i Louise uskoro se ponovno sretnu i otkriju da obostrana strast nije nestala; u to vrijeme nalaze se u Rusiji gdje carski režim upravo pada, a sve pod okriljem Ruske revolucije 1917. godine.
Radnja drugog dijela filma odvija se nedugo nakon što je objavljena knjiga Ten Days that Shook the World. Inspiriran idealizmom kojeg je donijela Revolucija, Reed pokušava donijeti duh Komunizma u SAD zbog toga što je razočaran politikom koju su u komunističkoj Rusiji nametnuli Grigory Zinoviev i Boljševici. U pokušaju da ode iz Europe, završava u zatvoru u Finskoj gdje ga ispituju. Uskoro se vraća u Rusiju gdje se na željezničkom kolodvoru u Moskvi ponovno susreće s Louise nakon što su dugo vremena bili razdvojeni. Do tog trenutka Reed je već izuzetno oslabio zbog svojih problema s bubrezima. Premda se Bryant brine za njega, on na kraju umire.

## Glumačka postava
| Glumac            | Povijesna ličnost           |
| ----------------- | --------------------------- |
| Warren Beatty     | John Silas "Jack" Reed      |
| Diane Keaton      | Louise Bryant               |
| Edward Herrmann   | Max Eastman                 |
| Jerzy Kosinski    | Grigory Zinoviev            |
| Jack Nicholson    | Eugene O'Neill              |
| Paul Sorvino      | Louis C. Fraina             |
| Maureen Stapleton | Emma Goldman                |
| Nicolas Coster    | Paul Trullinger             |
| William Daniels   | Julius Gerber               |
| M. Emmet Walsh    | govornik u liberalnom klubu |
| Ian Wolfe         | gospodin Partlow            |
| Bessie Love       | gđa Partlow                 |
| MacIntyre Dixon   | Carl Walters                |
| Pat Starr         | Helen Walters               |
| Eleanor D. Wilson | Margaret Green Reed         |
| Max Wright        | Floyd Dell                  |
| George Plimpton   | Horace Whigham              |
| Harry Ditson      | Maurice Becker              |
| Leigh Curran      | Ida Rauh                    |
| Kathryn Grody     | Crystal Eastman             |
| Dolph Sweet       | Big Bill Haywood            |
| Gene Hackman      | Pete Van Wherry             |
| Nancy Duiguid     | Jane Heap                   |
| Dave King         | Allan L. Benson             |
| Roger Sloman      | Vladimir Lenin              |
| Stuart Richman    | Leon Trotsky                |
| Oleg Kerensky     | Alexander Kerensky          |
| John J. Hooker    | Senator Overman             |
| Jan Triska        | Karl Radek                  |

## Produkcija
Warren Beatty je naišao na priču o Johnu Reedu sredinom 60-ih godina prošlog stoljeća, a izvršni producent i montažer filma Dede Allen prisjeća se da mu je Beatty spomenuo snimanje filma o Reedovom životu još početkom 1966. godine. Originalno nazvan Comrades, prvu verziju scenarija Beatty je napisao 1969. godine, ali se sam proces odugovlačio. Godine 1976. Beatty je pronašao prikladnog suradnika u Trevoru Griffithsu koji je započeo rad na scenariju, ali je uskoro s njim morao prekinuti zbog smrti supruge u avionskoj nesreći. Prvotni scenarij završen je 1978. godine, ali Beatty još uvijek nije bio zadovoljan zbog čega su on i Griffiths proveli četiri i pol mjeseca prepravljajući ga u čemu im je pomogla i Beattyjeva prijateljica Elaine May.
U početku Beatty nije imao želju glumiti i režirati film budući je iz prethodnih iskustava - pogotovo s filmovima Bonnie i Clyde i Nebo može čekati - shvatio da je samostalna produkcija filma težak posao. Kratko je razmišljao dati glavnu ulogu glumcu Johnu Lithgowu koji je fizički ličio na Johna Reeda. Na kraju je, međutim, Beatty odlučio sam nastupiti u filmu i režirati ga. Jack Nicholson odabran je za ulogu Eugenea O'Neilla pored Jamesa Taylora i Sama Sheparda.
Snimanje filma započelo je u kolovozu 1979. godine i originalna zamisao je bila da snimanje traje 15 do 16 tjedana. Međutim, snimanje se na kraju protegnulo na punih godinu dana. Proces je bio spor zbog toga što se snimalo u pet različitih država, a na nekoliko mjesta filmska ekipa trebala je čekati da padne snijeg (Helsinki i drugi dijelovi Finske koja je "glumila" Sovjetski savez) te da kiša prestane padati u Španjolskoj. Tijekom snimanja Beatty nije dopuštao da kamera prestane s radom. Također je inzistirao i na mnogobrojnom ponavljanju scena. Glumac Paul Sorvino izjavio je da je morao jednu scenu ponoviti 70 puta dok je glumica Maureen Stapleton jednu scenu morala ponoviti čak 80 puta zbog čega je u jednom trenutku upitala Beattyja: "Jesi li ti jebeno poludio?"
Romantična veza između Beattyja i Keatonice za vrijeme snimanja filma znatno se pogoršala. Peter Biskind je za snimanje filma Crveni napisao: "Beattyjeva veza s Keaton jedva je preživjela snimanje. Uvijek dolazi do neobičnih trenutaka kada glumica radi s glumačkom zvijezdom ili redateljem - u ovom slučaju oboje - s kojim se također nalazi i u privatnoj vezi. Keaton je u filmu, nakon Beattyja, prisutna u najviše scena, a u mnogima od njih morala je pružiti široki dijapazon emocija - od romantične strasti do ljutnje - te pridonijeti s nekoliko teških, dugačkih, kompleksnih, emotivnih govora." George Plimpton je jednom izjavio: "Diane se gotovo raspala. Oduvijek sam mislio da je Beatty pokušavao slomiti ju onako kako je pravoj Louise Bryant bilo s Johnom Reedom." Izvršni producent Simon Relph nadodao je: "Mora da je sve to utjecalo na njihovu vezu zbog toga što je on bio totalno opsesivan, nemilosrdan."
Rad na montaži filma započeo je u proljeće 1980. godine, a u jednom je trenutku više od 65 ljudi radilo na istoj te pregledavalo preko dva i pol milijuna metara snimljenog materijala. Post-produkcija završila je u studenom 1981. godine, više od dvije godine nakon što je snimanje započelo. Kompanija Paramount Pictures izjavila je da je film ukupno koštao 33,5 milijuna dolara - iznos koji je u današnje vrijeme ekvivalentan iznosu od 80-ak milijuna dolara.

## Kritike
Film je sa službenom kino distribucijom započeo 4. prosinca 1981. godine i pobrao je kritičarske hvalospjeve. Unatoč svojoj političkoj temi i limitiranoj promociji od strane Warrena Beattyja, film je postao deseti najgledaniji film 1981. godine zaradivši 50 milijuna dolara u SAD-u. Premda je to smatrano neuspjehom, Beatty je kasnije izavio da film "jest zaradio nešto novca".
Na popularnoj internetskoj stranici Rotten Tomatoes film ima 94% pozitivnih ocjena. Općenito je mišljenje o filmu: "U vrijeme kada je Ronald Reagan postao Predsjednikom SAD-a, Beattyjev simpatičan portret zloglasnog američkog Komuniste Johna Reeda činio se još odvažnijim. Ipak, kako vrijeme prolazi, film samo raste u svojoj važnosti, zauzimajući čvrsto (i zasluženo) mjesto na vrhu holivudskih epskih djela."

## Nagrade i nominacije

### Oscar
Film Crveni imao je 12 nominacija za prestižnu filmsku nagradu Oscar, a osvojio je tri.
- Najbolji redatelj - Warren Beatty
- Najbolja sporedna glumica - Maureen Stapleton
- Najbolja kamera - Vittorio Storaro
- Najbolji film - Warren Beatty
- Najbolji glumac - Warren Beatty
- Najbolja glumica - Diane Keaton
- Najbolji sporedni glumac - Jack Nicholson
- Najbolji originalni scenarij - Warren Beatty i Trevor Griffiths
- Najbolja montaža - Dede Allen i Craig McKay
- Najbolja scenografija - Richard Sylbert i Michael Seirton
- Najbolja kostimografija - Shirley Russell
- Najbolji zvuk - Dick Vorisek, Tom Fleischman i Simon Kaye

### Zlatni globus
Film Crveni imao je 7 nominacija za nagradu Zlatni globus, a osvojio je jednu:
- Najbolja režija - Warren Beatty
- Najbolji film (drama)
- Najbolji glumac (drama) - Warren Beatty
- Najbolja glumica (drama) - Diane Keaton
- Najbolji sporedni glumac - Jack Nicholson
- Najbolja sporedna glumica - Maureen Stapleton
- Najbolji scenarij - Warren Beatty i Trevor Griffiths

### BAFTA
Film Crveni imao je 6 nominacija za britansku nagradu BAFTA, a osvojio je dvije:
- Najbolji sporedni glumac - Jack Nicholson
- Najbolja sporedna glumica - Maureen Stapleton
- Najbolji glumac - Warren Beatty
- Najbolja glumica - Diane Keaton
- Najbolja kamera - Vittorio Storaro
- Najbolja kostimografija - Shirley Russell

## Vanjske poveznice
- Crveni u internetskoj bazi filmova IMDb-a
- Crveni na Rotten Tomatoes
- Review of Reds; Vincent Canby, The New York Times (4. prosinca 1981.)
- "Film on a Revolution Was a Revolution Itself"; A.O. Scott, The New York Times (4. listopada 2006.)